# Stresemannstraße (Hamburg)
Die Stresemannstraße ist eine mehrspurige Bundesstraße in Hamburg, die sich im Osten vom Neuen Pferdemarkt/Budapester Straße (an der Stadtteilgrenze zwischen St. Pauli und Sternschanze) bis zur Bahrenfelder Chaussee in Bahrenfeld im Westen über eine Länge von drei Kilometern erstreckt. Sie wurde 1945 in dieser Gesamtlänge nach dem ehemaligen Reichskanzler Gustav Stresemann benannt.

## Lage
Zwischen dem Neuen Pferdemarkt und der Holstenstraße/Kieler Straße ist die „Strese“ Teil der Bundesstraße 4, westlich der Kieler Straße ist sie der südöstliche Beginn der Bundesstraße 431. Sie wird von mehreren Hauptstraßen gekreuzt und führt unter der Sternbrücke sowie zwischen Plöner Straße und Taşköprüstraße unter mehreren Bahntrassen durch. Anlieger sind im Stadtteil St. Pauli das Polizeikommissariat 16 (Lerchenstraße) und im Stadtteil Altona-Nord das Musical-Theater Neue Flora sowie der S-Bahnhof Holstenstraße. Weiter westlich am direkt angrenzenden Kaltenkircher Platz, vormals Sonderburger Platz, befand sich von 1912 bis 1962 der Altonaer Endbahnhof der Altona-Kaltenkirchener Eisenbahn, der nach deren Aufgabe  zunächst zum zentralen Paketpostamt 2 und danach zum Briefverteilzentrum Hamburg-Zentrum der Deutschen Post umgewandelt wurde.

## Geschichte
Vor 1945 trugen einzelne Abschnitte der Stresemannstraße unterschiedliche Namen: vom Neuen Pferdemarkt bis zur Holstenstraße hieß sie Kleine Gärtnerstraße (1933–1945: General-Litzmann-Straße), weiter nach Westen Kreuzweg bzw. Karl-Marx-Straße und daran anschließend bis zum Bornkampsweg Bahrenfelder Weg (1933–1945: Schlageterstraße).

## Verkehr
Die vierspurige Innerortsstraße ist eine der Hauptverkehrsachsen in Ost-West-Richtung durch Hamburg und als solche ein besonders stark befahrener Teil der Bundesstraße 4, die vom Lkw-Fernverkehr als innerstädtische Verbindung und Abkürzung zwischen der von Norden kommenden Bundesautobahn 7 und der Bundesautobahn 24 in Richtung Berlin genutzt wird. Diese Strecke wird täglich von 28.000 bis 39.000 Kraftfahrzeugen, davon bis zu 2.700 Lastkraftwagen, befahren.

## Verkehrsberuhigung
Am 27. August 1991 wurde ein neunjähriges Mädchen mit seinem Fahrrad auf der Stresemannstraße von einem Lastwagen überrollt, dessen Fahrer eine rote Ampel übersehen hatte. Das Kind überlebte den Unfall nicht. Am 10. Oktober 1991 wurde ein achtjähriger Junge am Neuen Pferdemarkt von einem Lkw angefahren und lebensgefährlich verletzt. Am 23. Dezember 1991 erfasste ein Kleinlaster gegen 17:30 Uhr eine 32-jährige Mutter und ihre sechsjährige Tochter, als sie die Kreuzung am Kaltenkircher Platz überquerten.
Zu dieser Zeit rollten täglich durchschnittlich 50.000 Fahrzeuge durch die Straße, davon etwa 6.000 Wagen des Schwerverkehrs. Der damalige EG-Stickstoffdioxid-Grenzwert war durch das hohe Verkehrsaufkommen an 168 Tagen im Jahr überschritten worden.
Auf Initiative einer Bürgerbewegung und nach anhaltenden Demonstrationen und Sitzblockaden von Anwohnern wurde daraufhin die erlaubte Höchstgeschwindigkeit auf dem Abschnitt von der Neuen Flora ostwärts auf 30 km/h reduziert und die zweite Fahrbahn zum Busfahrstreifen umgebaut. Wegen Verkehrsstaus wurden die Busfahrstreifen im Februar 2002 auf Anweisung des damaligen Bau- und Verkehrssenators Mario Mettbach wieder zurückgebaut. Seit Juni 2002 wird der Verkehr durch zwei stationäre Geschwindigkeitsüberwachungsanlagen überwacht.
Das Tempolimit in der Stresemannstraße wird von vielen Autofahrern trotz der lange bestehenden festen Überwachung nicht beachtet. 2014 wurden von den beiden Kontrollgeräten etwa 65.000 Fahrzeuge mit mindestens 9 km/h zu hohem Tempo gemessen. Dabei war eine Anlage elf Wochen und die andere etwa vier Wochen wegen technischer Defekte außer Betrieb. 2013 war lediglich ein Gerät kurze Zeit defekt, In jenem Jahr wurden etwa 80.000 Fahrzeuge in der Stresemannstraße mit mindestens 9 km/h zu schnell geblitzt.

## Durchfahrtsbeschränkung
Vom 31. Mai 2018 bis September 2023 galt auf einer Strecke von 1,6 km ein Fahrverbot für Lkw, welche die Abgasnorm Euro VI nicht erfüllen. Anlieger waren von dem Verbot ausgenommen.
Umweltsenator Jens Kerstan (Grüne) begründete die Durchfahrtsbeschränkung mit den hohen Stickoxid-Konzentrationen, die durch den Abgasbetrug deutscher Automobilhersteller entstanden sei. Zusammen mit einer für die Max-Brauer-Allee getroffenen Maßnahme, war Hamburg die erste deutsche Stadt, in der es zu derartigen Durchfahrtsbeschränkungen kam. 
Da die Sperrung für die Stickstoffdioxidgrenzwerteinhaltung nicht mehr erforderlich war, wurde die Durchfahrtsbeschränkung im September 2023 aufgehoben.

## Luftmessstation
Vor dem Haus Stresemannstraße 95 steht seit 1991 eine Verkehrsstation des Hamburger Luftmessnetzes. Der Grenzwert für Stickstoffdioxid wird hier überschritten. So betrug die durchschnittliche Konzentration von Stickstoffdioxid im Jahr 2014 54 mg/m3. Der Grenzwert liegt bei 40 mg/m3.